# موونت ورنون (اوهایو)
موونت ورنون(به انگلیسی: Mount Vernon) شهری در ایالت اوهایو کشور ایالات متحده آمریکا است که جمعیت آن در سرشماری سال ۲۰۱۰ میلادی، ۱۶٬۹۹۰ نفر بوده‌است.